# Bouhans-lès-Montbozon
Bouhans-les-Montbozon é uma comuna francesa na região administrativa de Borgonha-Franco-Condado, no departamento de Alto Sona. Estende-se por uma área de 5,15 km². Em 2010 a comuna tinha 138 habitantes (densidade: 26,8 hab./km²).